# ポリオウイルス
ポリオウイルス (Poliovirus) は、ピコルナウイルス科エンテロウイルス属に属するエンテロウイルスC型（Enterovirus C）である。ヒトを宿主とするウイルスで、急性灰白髄炎（一般にポリオとも呼ばれる）の病原体である。
ポリオウイルスは約7500塩基対から成る1本鎖RNA（ssRNA）のプラス鎖ゲノムと、タンパク質でできたカプシドから構成されるRNAウイルスである。ウイルス粒子は直径約30nmの正20面体構造も持つ。ゲノムが短い、エンベロープを持たずRNAとそれを包む正20面体の形状をしたカプシドのみからなる単純な構成であると言った特徴から、重要なウイルスの中では最もシンプルなウイルスであると認識されている。
ポリオウイルスは1909年にカール・ラントシュタイナーとErwin Popperの2人によって初めて分離された。1981年には2つの研究グループ、MITのVincent Racanielloとデビッド・ボルティモアのグループ、およびニューヨーク州立大学ストーニーブルック校の喜多村直実とEckard Wimmerのグループがそれぞれポリオウイルスのゲノムを報告している。ポリオウイルスは非常に研究が進んでいるウイルスの1つであり、RNAウイルスの生態を理解する上で役に立つモデルとなっている。

## 増殖

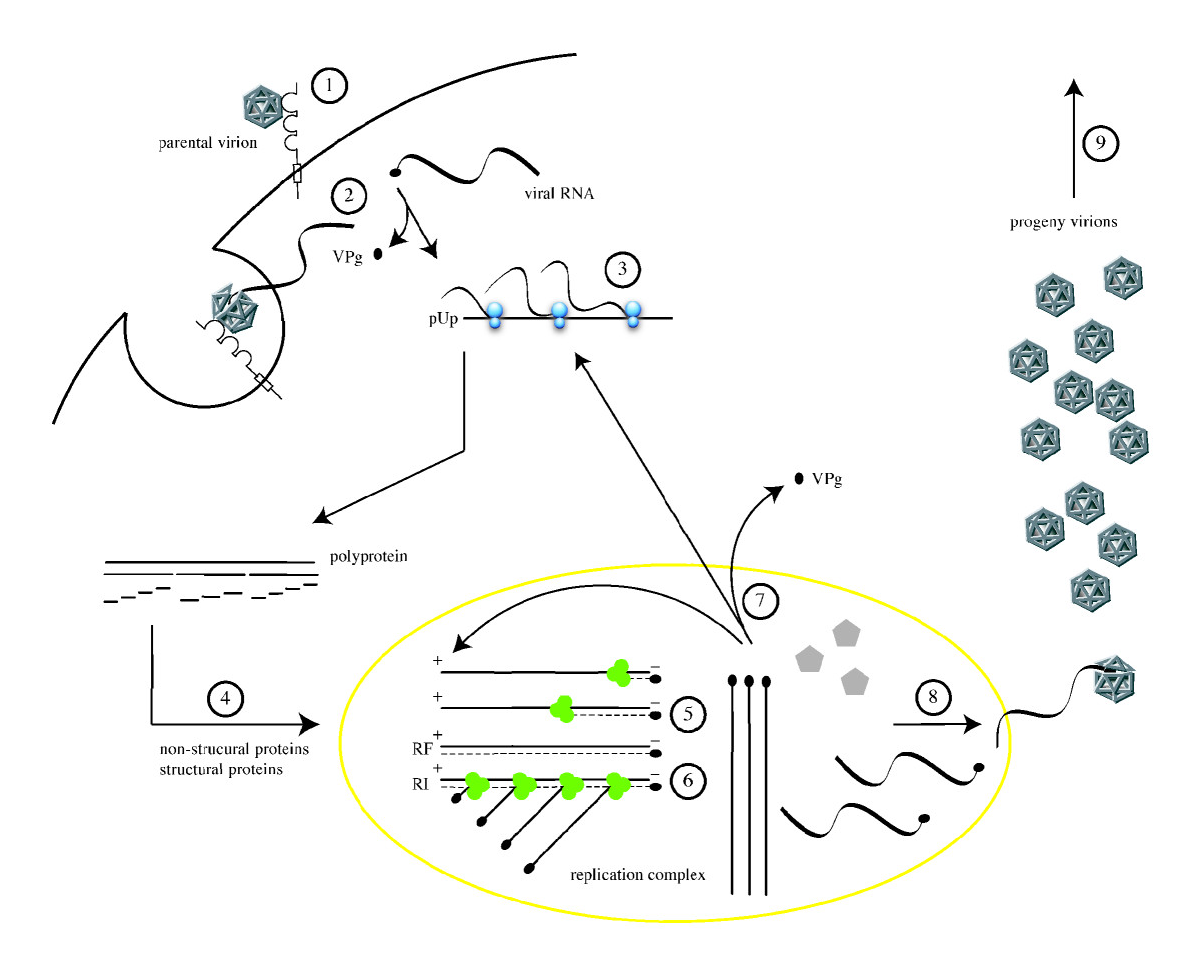
(1) ポリオウイルスの増殖環はウイルスが細胞表面の受容体であるCD155に吸着することで開始する。(2) ウイルス粒子はエンドサイトーシスによって取り込まれ、ウイルスのRNAが放出される。(3) ウイルスRNAはIRES依存的に翻訳される。(4) 前駆体タンパク質が消化され、成熟したウイルスタンパク質が産生される。(5) プラス鎖のRNAを鋳型として、相補的なマイナス鎖が合成され、二重鎖の増殖型RNAが産生される。(6) マイナス鎖のRNAを鋳型に多量のプラス鎖RNAが複製される。(7) 新しく合成されたプラス鎖RNAはさらなるウイルスRNAの翻訳に用いられる他、(8) カプシドに包まれ、(9) 最終的に娘ウイルス粒子を形成する。感染細胞が溶解される事で感染性の娘ウイルス粒子は細胞外へ放出される。

ポリオウイルスはヒトの細胞の細胞膜上に存在する免疫グロブリン様受容体、CD155（ポリオウイルスレセプター (PolioVirus Receptor) 、PVRとも）に結合する事で細胞内に侵入する。ポリオウイルスとCD155の相互作用が、ウイルスの細胞内侵入に必要な不可逆的な立体構造の変化をウイルス粒子に引き起こす。 細胞膜に吸着したウイルスは、次のいずれかの方法で核酸を細胞内に送り込むと考えられていた。(i) 細胞膜に穴を形成し、そこからRNAを宿主細胞の細胞質へ"注入"する。(ii) ウイルス自体が受容体介在性エンドサイトーシスによって細胞内へ取り込まれる。近年の研究成果は後者の仮説を支持し、ポリオウイルスがCD155と結合して細胞内へエンドサイトーシスによって取り込まれることを示唆する。細胞内へ吸収されたウイルス粒子は直ちにRNAを放出する。
ポリオウイルスはプラス鎖RNAウイルスであるため、ウイルス粒子内に包み込まれたゲノムは、そのままの状態でmRNAとして機能し、宿主細胞のリボソームによって直ちに翻訳される。細胞への侵入に際し、ポリオウイルスは宿主細胞の翻訳機構を乗っ取り、ウイルスタンパク質の産生に有利に働くよう、細胞性のタンパク質の代謝を阻害する。宿主細胞のmRNAとは異なり、ポリオウイルスのRNAの5'末端は700塩基を超える極端に長いもので、かつ複雑な高次構造を持つ。ウイルスゲノムのこの領域は配列内リボソーム進入部位 (IRES) と呼ばれ、ウイルスRNAの翻訳を導く。IRESの変異はウイルスタンパク質の産生を妨げる。
ポリオウイルスのmRNAは翻訳される事でウイルス特異的タンパク質の前駆体である1本の長いポリペプチドを生じる。このポリペプチドはさらに前駆体自体が内包するプロテアーゼ（タンパク質やペプチドを加水分解する酵素）による自己消化を経て、以下に示す、およそ10個のウイルスタンパク質となる。

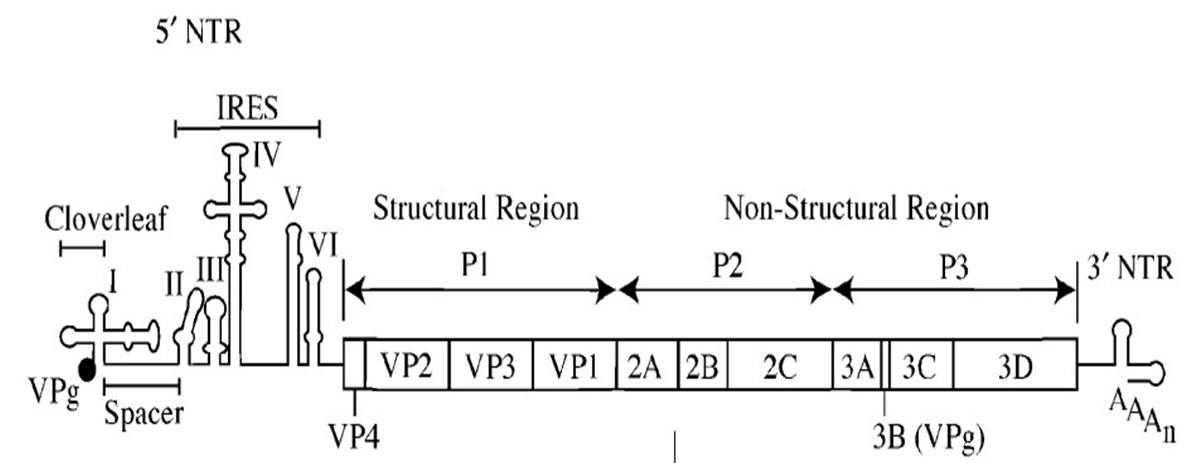
1型ポリオウイルスのゲノム構造

- 3Dpol : RNA依存性RNAポリメラーゼ。ウイルスのRNAゲノムを複製する。
- 2Apro 、 3Cpro/3CDpro : プロテアーゼ（タンパク加水分解酵素）。ウイルス性のポリペプチドを切断する。
- VPg (3B) : ウイルスゲノムRNAと結合する小タンパク質で、プラス鎖およびマイナス鎖のウイルスRNAの合成に必要。
- 2BC, 2B, 2C, 3AB, 3A, 3B : ウイルス粒子の複製に必要なタンパク質複合体を構成する。
- VP0 : さらに切断され、カプシドタンパク質であるVP2とVP4、VP1とVP3を生じる。

合成された部品がどのように集合（子孫ウイルスのゲノムが細胞外でも生き残るためにカプシドに包まれる）して新しいウイルス粒子を形成するのかは完全には理解されていない。集合を経て完成したウイルス粒子は、培養されたほ乳類細胞へ感染してから4 - 6時間で宿主細胞から放出される。ウイルス放出のメカニズムははっきりとしないが、細胞1個当たり最大10000個のウイルス粒子を放出する。
Drakeはポリオウイルスが多重再活性 (multiplicity reactivation) をしうると報告している。この現象により、ポリオウイルスは紫外線照射を受けて不活化を受けても、1細胞に多重感染する事で1粒子の単独感染では不活化される紫外線照射量において生きた子孫ウイルス粒子を形成する事ができる。

## 起源と血清型
ポリオウイルスは他のヒトエンテロウイルス（コクサッキーウイルス、エコーウイルス、およびライノウイルス）と似た構造を持っている。これらのウイルスもまた、宿主細胞の認識と侵入に免疫グロブリン様受容体を利用する。ポリオウイルスのRNAおよびタンパク質の系統解析からは、ポリオウイルスがA群コクサッキーウイルスCクラスターの共通祖先からカプシドタンパク質内に変異を起こす事で進化した可能性が示唆される。ポリオウイルスの種分化は、A群コクサッキーウイルスのCクラスターが利用するICAM-1からCD155へと、利用する細胞表面の受容体の特異性が変化した結果かもしれない。受容体の特異性の変化はさらに病原性の変化と神経組織への感染を可能にした。
ポリオウイルスはゲノムの変異が起こりやすいウイルスである。RNAウイルス持つRNA依存性RNAポリメラーゼや、逆転写酵素（RNA依存性DNAポリメラーゼ）は校正機能を欠くため、一般にRNAウイルスは、DNAウイルスと比べると遺伝子複製の正確さが低い。ただ、ポリオウイルスの場合は、他のRNAウイルスと比べても、さらに高い頻度でゲノムに変異が起きることが知られている。具体的には、アミノ酸の置換を伴わない変異（同義置換）が塩基当たり1.0 x 10−2 置換/年、アミノ酸の置換を伴う変異（非同義置換）が塩基当たり3.0 x 10−4 置換/年の確率でそれぞれ発生する。ゲノム中の塩基の分布は均等でなく、アデノシンの比率は5'末端側では期待値より低く、3'末端側では高い。使用コドンにも偏りが存在し、アデノシンで終了するコドンが好まれる一方、シトシンやグアニンで終了するコドンは避けられている。使用コドンの傾向は下記の3系統で異なり、この違いは選択圧ではなく突然変異によって引き起こされるようである。 
ポリオウイルスは血清型によってさらに1型、2型および3型の3つに分類され、これらの血清型はカプシドタンパク質がわずかに異なる。このカプシドタンパク質の違いによって細胞の受容体の特異性とウイルスの抗原性が変化する。1型が野生型として最もよくみられるが、全ての型が高い感染性を示す。2015年11月現在、野生型の1型はパキスタンやアフガニスタンの一部地域に局在している。野生型の2型は1999年10月にインドのウッタル・プラデーシュ州で検出されて以来報告がなく、2015年9月に根絶が宣言された。2015年11月現在、野生型の3型は2012年にナイジェリアとパキスタンの一部で検出されて以来報告されていない。
各血清型のうち、特定の株がポリオワクチンとして用いられる。不活化ポリオワクチン (IPV) はいずれも病原性標準株であるMahoneyないしBrunenders (1型)、MEF-1/Lansing (2型)、Saukett/Leon (3型)の3株をホルマリンにより不活化することで製造される。経口ポリオワクチン (OPV) は弱毒生ワクチンであり、弱毒化された各血清型のポリオウイルスを含む。1960年代に世界的に使われるようになったサビンのOPVでは、1型と3型がサル腎臓上皮細胞でのウイルス継代を経て作製されている。また、全ての型のワクチン株がウイルスゲノムのIRES領域に変異を持ち、特に1型と3型における病原性の低下に大きく寄与していると考えられている。
過去には、ポリオウイルスはピコルナウイルス科エンテロウイルス属の独立種として分類されていた。2008年に分類が見直され、ポリオウイルスの各血清型はいずれもエンテロウイルス属の独立種から外れ、ピコルナウイルス科エンテロウイルス属ヒトエンテロウイルスC型（後にエンテロウイルスC型に名称変更）に加えられている。また、エンテロウイルス属の標準種もポリオウイルスから（ヒト）エンテロウイルスC型へと変更されている。

## 病原性

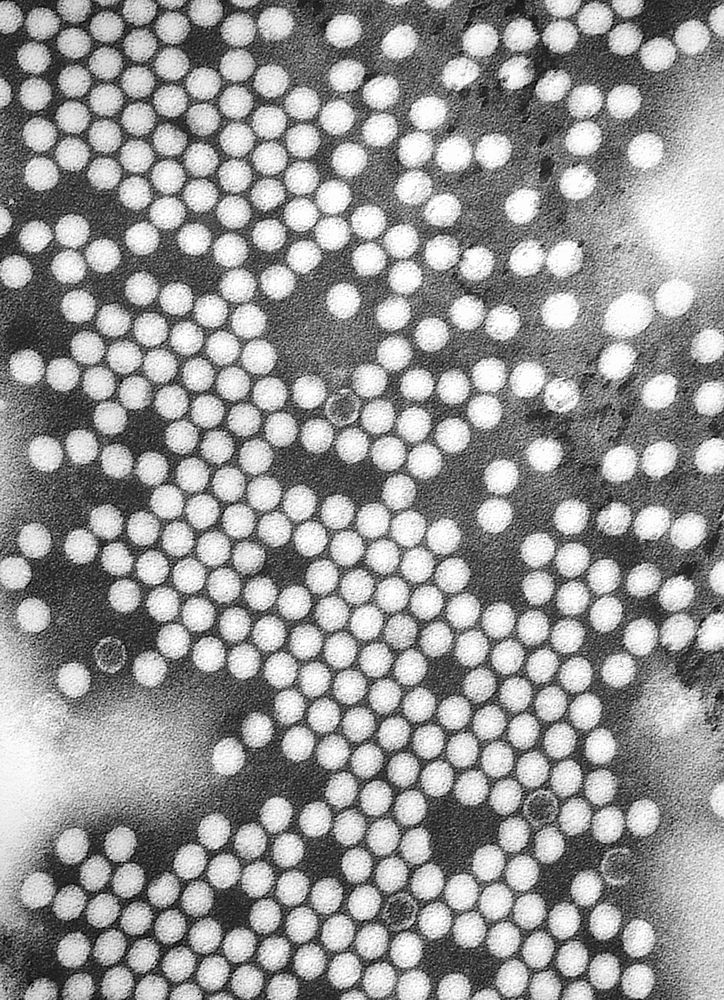
ポリオウイルスの電子顕微鏡像

どのウイルスにおいても感染成立の可否は、主に細胞侵入と感染性粒子の再形成の2点によって決定される。ポリオウイルスの場合はCD155の存在が感染の成立する動物種と組織を決める。CD155は（実験的環境を除き）ヒト、高等霊長類、および旧世界ザルでのみ認められる。しかしながら、ポリオウイルスは非常にヒトに特異的なウイルスであり、自然環境下で他の霊長目に感染する事はない（ただし実験的にはチンパンジーや旧世界ザルも感染する）。
CD155遺伝子は正の選択の対象となっているようである。CD155はシグナルペプチド、D1からD3の3つの細胞外ドメイン、膜貫通ドメイン、および細胞内ドメインから構成される417アミノ酸残基長のタンパク質で、そのうちD1ドメインがポリオウイルス結合領域である。特にD1ドメインの37個のアミノ酸残基がウイルスとの結合に重要である。
ポリオウイルスはエンテロウイルス属のウイルスであり、感染は糞口感染による。つまり、ポリオウイルスを接種した時、ウイルスの増殖は消化管内で行われる。ウイルスは感染患者の糞便と共に排出される。 95%の患者は一時的にウイルス血症（ウイルスが血中に存在する状態）となるが、症状は不顕性である。約5%の患者において、ウイルスは消化管以外に褐色脂肪組織、細網内皮系、筋組織などの組織へ拡散し、増殖する。ウイルスの持続感染は二次的なウイルス血症と、発熱、頭痛、喉の痛みといった軽微な症状を引き起こす。麻痺性の急性灰白髄炎を生じるのは1%に満たない。麻痺は、ウイルスが中枢神経系 (CNS) に侵入し、脊髄、脳幹、大脳皮質運動野の運動ニューロンの細胞内で増殖した場合に発症する。運動ニューロンへの侵入と増殖により運動ニューロンの選択的破壊を招き、結果的に一時的か永続的な麻痺となる。稀に麻痺性の急性灰白髄炎は呼吸停止を招き、死に至る。麻痺型の場合は、虚弱と麻痺の発症前に筋肉痛や痙攣が頻繁に観察される。典型的には麻痺は回復の前に数日から数週間持続する。
あらゆる点で、神経への感染は通常の消化管感染から偶発的に生じると考えられている。どのようにポリオウイルスが中枢神経系へたどり着くかはほとんど理解されていない。この神経系への侵入機構については3つの背反な仮説が呈示されてきた。いずれの仮説もまずウイルス血症が前提となる。第1の仮説はウイルス粒子がCD155とは無関係に血液脳関門を直接通過して血液から中枢神経系へ侵入するというものである。第2の仮説はウイルスを含む血流にさらされた筋などの末梢組織から、逆行性軸索輸送によって神経を通って脊髄へ移行するという説である。第3の仮説はウイルスが感染した単球、マクロファージを通じて輸送されるというものである。
急性灰白髄炎は中枢神経系の疾患である。しかしながら、CD155はほとんどの、あるいは全てのヒトの細胞の表面に存在しているとされている。そのため受容体の発現動態ではポリオウイルスが特定の組織に好んで感染する理由を説明できない。この事は組織向性が細胞への感染の後に決まる可能性を示唆する。近年の研究はポリオウイルスの増殖を維持する細胞を決定する上で、I型インターフェロン（特にIFN-αとIFN-β）の反応が重要な因子であるという説を提唱している。（遺伝子組み換えによって生み出された）CD155を発現し、I型インターフェロンの受容体を欠損するマウスでは、ポリオウイルスは様々な組織で増殖できるようになるのみならず、さらに経口感染により感染が成立するようになる。

### 免疫回避
ポリオウイルスは免疫回避機構を2つ持つ。まず、このウイルスは胃における強酸性の環境下でのタンパク分解酵素であるペプシンによる消化や、それ以降の腸管での消化においても不活化されずに、腸に感染できるため、経口感染することが可能である。その後、リンパ系を通して全身へ広がり感染を拡大することができる。 次に、ポリオウイルスは増殖速度が極めて速いため、免疫応答の準備ができる前に全身の臓器を制圧する。
自然感染にしろポリオワクチンの接種にしろ、ポリオウイルスの暴露を受けた患者はポリオウイルスに対する免疫を獲得する。免疫を獲得した場合は扁桃や腸管に抗ポリオウイルス抗体（特にIgA抗体）が分泌され、ポリオウイルスの増殖を防ぐ。また、抗ポリオウイルスIgG抗体や抗ポリオウイルスIgM抗体はウイルスが運動ニューロンや中枢神経系に広がるのを防ぐ事ができる。ある血清型に対する免疫は他の血清型に対する防御効果を持たないものの、感染したポリオウイルスを一旦排除できたヒトが再びポリオウイルスに感染するのは極めて稀である。 

## ポリオウイルスと実験技術

### PVRトランスジェニックマウス
ポリオウイルスの自然宿主がヒトのみであることは知られているが、一方でサルも実験的には感染しうる。そのため、サルは長い間ポリオウイルスの研究に実験動物として用いられてきたが、1990年から91年の間に小動物を用いたポリオ感染モデルが2つの研究所で開発された。遺伝子工学を用いてヒトのPVR (hPVR) を発現するように改変されたマウスである。
ポリオウイルス受容体を発現するトランスジェニックマウス (TgPVRマウス) は通常のマウスと違い、静脈内接種、筋肉内接種、脊髄内または脳内への直接接種のいずれかの経路でポリオウイルスを接種した場合、ポリオウイルスに対して感受性となる。 感染時にTgPVRマウスは麻痺症状を示し、これはヒトやサルの急性灰白髄炎の症状と類似する。さらに麻痺を起こしたマウスの中枢神経系における病理組織所見もヒトやサルと類似する。このようにポリオウイルス感染マウスモデルはポリオウイルスの生態と病原性を明らかにする上で用いられている。
TgPVRマウスの中でもいくつかの系統がよく研究されてきた：
- TgPVR1マウスはヒトPVRの遺伝情報を持つ導入遺伝子を第4染色体上に持つ。この系統のマウスは導入遺伝子の発現量が最も高く、ポリオウイルスに対して最も高い感受性を示す。TgPVR1マウスは脊髄内、脳内、筋内、経静脈のいずれの経路のウイルス接種に対しても感受性であるが、経口感染は成立しない。
- TgPVR21マウスは第13染色体上にヒトPVR遺伝子を持つ。この系統のマウスは脳内接種においてポリオウイルスの感受性が低く、hPVRの発現量が低いために感受性が低下している可能性がある。TgPVR21マウスはポリオウイルスの経鼻感染に感受性である事が示されており、粘膜感染モデルとして有用かもしれない[51]。
- TgPVR5マウスは導入遺伝子が第12染色体上に存在する。この系統のマウスが表出するhPVRは最低レベルであり、ポリオウイルスに対する感受性も最も低い。

2004年には4番目のTgPVRマウスモデルが開発された。この "cPVR" マウスはβ-アクチンプロモーターによって支配される、hPVRのcDNAを持ち、脳内、筋内、経鼻の接種経路で感受性である事が証明されている。加えてこのマウスは延髄ポリオを経鼻接種によって発症しうる。
TgPVRマウスの開発は経口ポリオワクチン (OPV) の生産に計り知れない影響を与えてきた。以前はOPVの安全性試験には唯一の感受性動物であるサルを用いる必要があったが、1999年にWHOは3型ポリオウイルスワクチンの効果評価における代替法としてTgPVRマウスの使用を認めた。2000年にはさらに1型および2型のワクチンにおいても試験でのマウスモデル使用が認可された。

### クローニングと人工合成

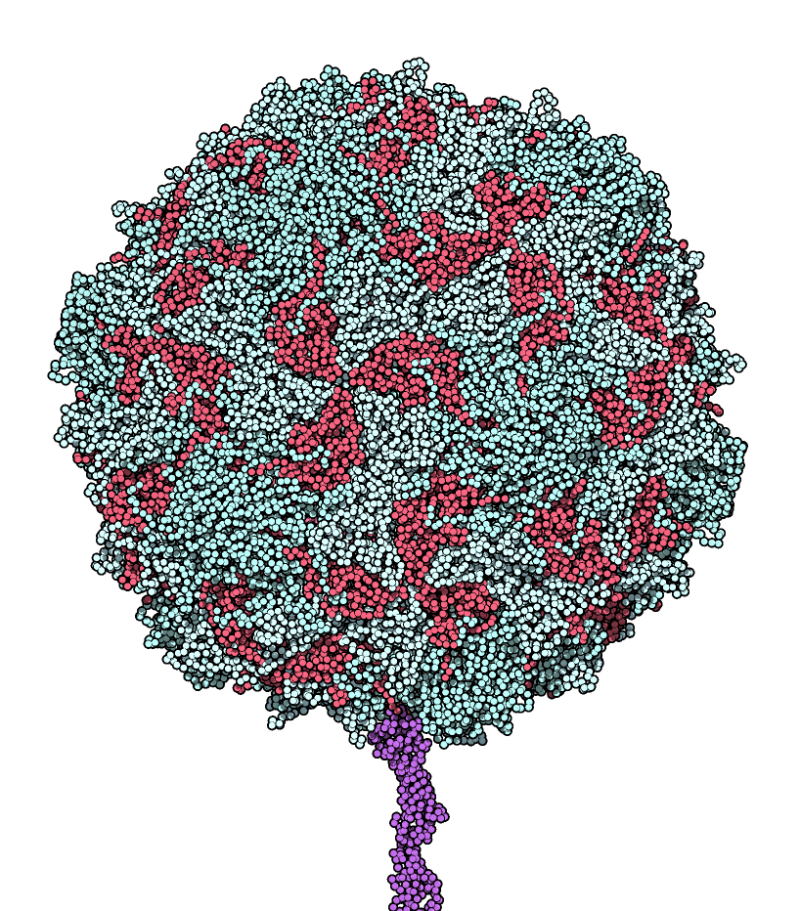
CD155（紫色）と結合するポリオウイルスのモデル

1981年にRacanielloとボルティモアは遺伝子組み換え技術を用いて動物のRNAウイルスの感染性のクローンを生み出すことに初めて成功している。この時に作製されたのがポリオウイルスであり、ポリオウイルスのRNAゲノムをコードするDNAを培養ほ乳類細胞に導入する事で、感染性のポリオウイルスが産生された。感染性クローンの作製はポリオウイルスの理解を進め、この技術は様々なウイルス研究の場で標準的な技術となった。
2002年にはニューヨーク州立大学ストーニーブルック校のEckard Wimmerらのグループが化学的なコードから培養細胞を利用せずにポリオウイルスを人工合成することに成功している。これは世界初の人工合成ウイルスの作製であり、同時に初の合成ゲノムの報告でもある。彼らはまず既知の7741塩基長のポリオウイルスRNAゲノム配列を、人工合成が比較的容易なDNAの配列に変換した。ポリオウイルスゲノムの合成は以下の方法によってなされた。まず、DNA配列を分断化した数十塩基長の短いDNA断片を発注し、これを組み合わせて多数の400 - 600塩基長の配列を作製する。さらにこれを切り貼りする事で約2 - 3 キロ塩基長の断片を3つ作製、この3つの断片をDNA合成会社が組み合わせて完全長のポリオウイルスゲノムを合成した。この丹念なウイルス合成の全工程には2年を要している。人工ポリオウイルスと野生型と区別するためには19のマーカーが合成DNAに組み込まれた。合成DNAは酵素によってRNAへ変換され、さらに別の酵素を利用してRNAから機能的ウイルス粒子を産生するためのポリペプチドが翻訳された。新たに合成されたウイルスはPVRマウスへ接種され、人工的に合成されたウイルスが感染性を持つか試験された。合成ウイルスはマウス体内で増殖も感染も可能であり、さらにマウスに対し麻痺や死を引き起こす事も可能であった。ただし、合成ウイルスは基のウイルスと比べ1,000倍から10,000倍病原性が低下していた。